# Et uus saaks alguse
Et Uus Saaks Alguse este o piesă a artistei Birgit Õigemeel. Piesa a fost scrisă de Mihkel Mattisen și de Silvia Soro. Cântecul va reprezenta Estonia la Concursul Muzical Eurovision 2013